# Павловское сельское поселение (Краснинский район)
Павловское сельское поселение — упразднённое муниципальное образование в составе Краснинского района Смоленской области России.
Административный центр — деревня Павлово.
Образовано законом от 1 декабря 2004 года. Упразднено законом от 25 мая 2017 года с включением всех входивших в его состав населённых пунктов в Малеевское сельское поселение.

## Географические данные
- Общая площадь: 94,8 км²
- Расположение: центральная часть Краснинского района
- Граничит:
  - на севере — с Краснинским городским поселением
  - на востоке и юго-востоке — с Октябрьским сельским поселением
  - на юго-западе — с Беларусью
  - на западе — с Нейковским сельским поселением
- Крупная река: Лупа.

## Население
| 2011 | 2012 | 2013 | 2014 | 2015 | 2016 | 2017 |
| ---- | ---- | ---- | ---- | ---- | ---- | ---- |
| 444  | ↘428 | ↘403 | ↘387 | ↘385 | ↘381 | ↘377 |

## Населённые пункты
На момент упразднения на территории поселения находилось 9 населённых пунктов:
- Павлово, деревня
- Василевичи, деревня
- Дуровичи, деревня
- Зверовичи, деревня
- Любаничи, деревня
- Маклаково, деревня
- Малахово, деревня
- Хворостово, деревня
- Шеено, деревня

В 2010 году была упразднена деревня Кобозево, входившая в состав поселения.

## Экономика
Сельскохозяйственное предприятие «Павлово», 2 средние школы.